# Paul Capellani
Paul Capellani, nato Paul Henri Capellani (Parigi, 9 settembre 1877 – Cagnes-sur-Mer, 7 novembre 1960), è stato un attore e sceneggiatore francese che lavorò nel cinema soprattutto all'epoca del muto.
Fratello del regista Albert Capellani, apparve in oltre cento film.

## Filmografia
- Salomé, regia di Albert Capellani (1908)
- Maria Stuarda, regia di Albert Capellani - cortometraggio (1908)
- L'Arlésienne, regia di Albert Capellani - cortometraggio (1908)
- Simone - cortometraggio (1910)
- Sémiramis, regia di Camille de Morlhon - cortometraggio (1910)
- Messaline, regia di Henri Andréani - cortometraggio (1910)
- Nostra Signora di Parigi (Notre-Dame de Paris), regia di Albert Capellani (1911)
- Les Deux Gosses, regia di Albert Capellani - cortometraggio (1914)
- Camille, regia di Albert Capellani  (1915)
- La bohème (La vie de bohème), regia di Albert Capellani (1916)
- The Feast of Life, regia di Albert Capellani (1916)
- The Common Law, regia di Albert Capellani (1916)
- The Dark Silence, regia di Albert Capellani (1916)
- The Foolish Virgin, regia di Albert Capellani (1916)
- The Richest Girl, regia di Albert Capellani (1918)
- La Lettre, regia di Louis Mercanton (1930)